# Sursundet
Sursundet är en sjö i Kramfors kommun i Ångermanland och ingår i Nätraån-Ångermanälvens kustområde. Sjön har en area på 0,15 kvadratkilometer och ligger 5,2 meter över havet. Sjön avvattnas av vattendraget Noraån (Grössjöån).

## Delavrinningsområde
Sursundet ingår i det delavrinningsområde (697488-161616) som SMHI kallar för Utloppet av Sursundet. Medelhöjden är 60 meter över havet och ytan är 4,9 kvadratkilometer. Räknas de 23 avrinningsområdena uppströms in blir den ackumulerade arean 164,57 kvadratkilometer. Avrinningsområdets utflöde Noraån (Grössjöån) mynnar i havet. Avrinningsområdet består mestadels av skog (47 procent), öppen mark (19 procent) och jordbruk (27 procent). Avrinningsområdet har 0,12 kvadratkilometer vattenytor vilket ger det en sjöprocent på 2,5 procent.